# Деменција након акутног можданог удара
Деменција након акутног можданог удара један је од облика васкуларне деменције, који се карактерише значајаним когнитивним падом. Настаје после само једног, стратешки постављеног можданог удара. Правовремена и тачна дијагноза хроничних васкуларних болести је неопходна, јер тада постоје могућности превенције  можданог удара, док је лечење деменције настале након когнитивног пада ограничено.

## Епидемиологија
Мождани удар припада групи масовних незаразних болести, које данас представљају најчешћи узрок смрти не само у развијеном свету, већ и практично на целој планети. Мождани удар се сматра једним од
водећи узроци морбидитета и морталитета у модерном свету. Акутни мождани удар је трећи узрок смрти у савременом свету, после кардиоваскуларних и малигних болести, и други узрок смрти широм света.
Учесталост акутног можданог удара варира у различитим земљама и креће се од 100 до 300 нових случајева на 100.000 становника годишње, а његова инциденција се повећава са годинама. Преваленца можданог удара је око 600 пацијената на 100.000 становника у развијеним до око 900 у неразвијеним земљама. Смртност варира од 63,5 до 273,4 смртних случајева по 100.000 становника годишње.
Највећа стопа смртности је присутна у првом месецу болести и износи око 22,9%. У односу на пол, жене чине 43% жртава можданог удара, али на њих сењ односи 62% смртних случајева (једно од објашњења је дужи животни век жена).

## Етиопатогенеза
Узрок болести је исхемијско оштећење у сливу великих можданих артерија или њихових дубоких
грана, које настаје услед механичке оклузије церебралних крвних судова, најчешће емболусом, услед чега настаје исхемија. Када се проток крви у можданом ткиву знатно смањи, очување вијабилности ткива зависи од трајања исхемије и постојања и капацитета колатералних крвних судова.  
Клиничке манифестације наком можданог удара зависе од локализације промена, па тако уколико је:
- Инфаркт у сливу мождане артерије, оболеле особе испољавају — абулију, динамичку афазију, поремећај памћења и диспраксију.
- Инфаркти у сливу десне средње мождане артерије могу да доведу до слике — психозе и конфузности.
- Исхемијско оштећење гируса ангулариса изазива — флуентну афазију, алексију, аграфију, сметње памћења, дезоријентацију у простору и конструкциону апраксију.
- Инфаркти у сливу задње мождане артерије могу довести до — психомоторне узнемирености, визуелних халуцинација, конфузности и поремећаја вида.
- Исхемије у таламусу могу да доведу до — поремећаја говорних и мнестичких функција.[2]

Латерализованост дефицита се испољава доминантно сметњама оријентације, губитком памћења, поремећајем говора и изменама понашања код левостраних лезија, односно сметњама памћења, просторне пажње и изменама понашања код оштећења на десној страни.

## Клиничка слика
Акутни мождани удар настаје као последица изненадног зачепљењем или пуцања неког крвног суда у мозгу. У зависности од места инфаркта јављају се различити поремећаји, а најчешће слабост једне половине тела (десна рука и десна нога или лева рука и лева нога), потом сметње равнотеже, вида, говора и других функција.
- Лева половина мозга контролише десну половину тела, веште покрете и говор. Зато особе које имају слабост десне половине тела имају често и сметње са говором тако што не могу да нађу праву реч, не разумеју шта им други кажу, говоре неразумљиво, имају тешкоће са читањем и писањем.
- Када постоји оштећење десне половине мозга са слабошћу леве руке и леве ноге (парализа леве половине тела), болесници имају често сметње опажања, препознавања лица или предмета и некад занемарују читаву леву половину тела и простора око себе.
- После акутног можданог може да буде:[20][21]
- нарушена способност премештања пажње са једне активности на другу,
- нарушена способност да се истовремено обављају две активности,
- нарушен ход,
- нарушен говор када се истовремено слуша више особа.
- знаци умора, раздражљивост и скраћен обим пажње.

## Дијагноза
Последице већих инфаркта мозга су обично јасно уочљиве јер нагло настаје слабост половине тела, а клинички су јасно уочљиви знаци — сметње говора, губитрак концентрације и других неуролошких функција.

## Терапија
Уништене мождане ћелије након акутног можданог удара не могу да се обнављају тако да је штета од можданог инфаркта трајна, и за његове последице не постоји специфична терапија. 
Некад мозак може да донекле компензује изгубљене функције тако да је извесно побољшање после шлога могуће.

## Превенција
Контрола васкуларних фактора ризика је најзначајнија мера у превенцији деменција након акутног можданог удара и деменције уопште, па је према томе изузетно важна примена мера примарне и секундарне превенције акутног исхемијског можданог удара.
Болесници са васкулном деменцијом  након акутног можданог удара треба одмах да се обрате специјалисти за помоћ ради превенције нових удара и лечења постојећег стања.

## Терапија
Уништене мождане ћелије након акутног можданог удара не могу да се обнављају тако да је штета од можданог инфаркта трајна, и за његове последице не постоји специфична терапија. 
Некад мозак може да донекле компензује изгубљене функције тако да је извесно побољшање после шлога могуће.

## Превенција
Болесници са васкулном деменцијом  након акутног можданог удара треба да се обрате специјалисти за помоћ ради превенције нових удара и лечења постојећег стања.